# Gustav Burmester
Gustav Burmester (14 de diciembre de 1904 - 6 de julio de 1978) fue un director y actor televisivo, teatral y radiofónico de nacionalidad alemana.

## Biografía
Nacido en Hamburgo, Alemania, tras su graduación, aprendió la profesión de comerciante, actividad a la que se dedicó hasta el año 1927. Sin embargo, a partir de 1925 tomó clases de actuación, trabajando como actor y director para pequeños teatros. Hubo de abandonar esas actividades en 1941, al ser alistado en la Wehrmacht durante la Segunda Guerra Mundial.
A partir de 1945 trabajó como locutor, siendo también jefe de personal y producción de la Funkhaus Hamburg. Fue editor televisivo, y desde 1961 hasta su retiro en 1970 fue director del departamento televisivo de la NDR. Todos sus trabajos como director y las ocasionales como actor tuvieron lugar en la NWRV de Hamburgo y en la NDR.
Además, fue conocido por su faceta como director de obras radiofónicas para la NWDR. En 1946 dirigió su primera producción radiofónica, Die Schatzinsel, en la cual Hardy Krüger encarnaba a Jim Hawkins. En 1953, Burmester recibió el prestigioso Hörspielpreis der Kriegsblinden por la dirección de la obra de Günter Eich Die Andere und ich. Cuatro años más tarde, en 1957, recibió el mismo premio por su adaptación de Die Panne, obra de Friedrich Dürrenmatt. En 1958 produjo para NDR "Verwehte Spuren", de Hans Rothe (1894–1963), una emisión radiofónica de 55 minutos de duración.
Gustav Burmester falleció en el año 1978.

## Selección de su filmografía

### Director
- 1956 : Thérèse Raquin - TV
- 1957 : Die Herberge - TV
- 1958 : Stunde der Wahrheit - TV
- 1959 : Blühende Träume - TV
- 1961 : Unseliger Sommer - TV
- 1961 : Ein Augenzeuge - TV
- 1962 : Der fünfzigste Geburtstag - TV
- 1963 : Schlacht von Stalingrad - TV
- 1963 : Am Herzen kann man sich nicht kratzen - TV
- 1963 : Was soll werden, Harry? - TV
- 1964 : Campingplatz - TV
- 1967 : Das Fahrrad – TV
- 1970 : Thomas Chatterton - TV

### Actor
- 1969 : Die Dubrow-Krise - TV
- 1971 : Deutschstunde - TV
- 1971 : Hamburg Transit (serie TV), episodio 35 Minuten Verspätung
- 1972 : Tatort: Strandgut
- 1974 : Tatort: Kneipenbekanntschaft
- 1974 : Sonderdezernat K1 (serie TV, episodio Friedhofsballade
- 1976 : Ein herrlicher Tag - TV

## Radio
- 1958 : Hans Rothe: Verwehte Spuren. (NDR)
- 1960 : Friedrich Dürrenmatt: Der Doppelgänger  (NDR/BR)